# Luxemburg i olympiska sommarspelen 1936
Luxemburg deltog med 49 deltagare vid de olympiska sommarspelen 1936 i Berlin. Ingen av landets deltagare erövrade någon medalj.